# Фиксни телефон
Фиксни телефон је телефон који користи металну жицу као телефонску линију за пренос за разлику од мобилне телефоније линија, која користи радио таласе за пренос. У 2003. години, CIA world Factbook је пријавио око 1,226 милијарди главних телефонских линија широм света. Кина је имала више од било које друге земље са 350 милиона, а Сједињене Државе на другом месту са 268 милиона. Уједињено Краљевство је имало 23,7 милиона стамбених фиксних кућних телефона.
Статистика из 2013. године показује да је укупан број претплатника фиксне телефоније у свету био око 1,26 милијарди. Број претплатника фиксне телефоније континуирано се смањује због надоградње дигиталне технологије и погодности које долазе са преласком на бежичне (мобилне) или интернетске алтернативе.

## Фиксни телефон
Фиксна телефонска линија (линија која није линија мобилне телефоније ) може бити жична или бежична и обично се односи на рад бежичних уређаја или система на фиксним локацијама, попут домова. Фиксни бежични уређаји најчешће добијају електричну енергију из електричне мреже, за разлику од мобилне бежичне или преносне бежичне мреже, која углавном имају напајање од батерије. Иако се мобилни и преносиви системи могу користити на фиксним локацијама, ефикасност и пропусност су угрожени у поређењу са фиксним системима. Мобилни или преносни бежични системи на батерије могу се користити као резервне копије за фиксне системе у случају нестанка струје или природне катастрофе.

## Наменске линије
Израз фиксна фиксна линија користи се и за описивање везе између две или више тачака које се састоје од наменског физичког кабла, за разлику од увек доступне приватне везе која се заправо реализује као склоп у жичном преклопљеном систему (обично јавни комутирани телефон мрежа ). Такозване закупљене линије су увек друге врсте; импликације пруге у овом контексту су сигурност и одрживост . На пример, војни штаб може бити повезан са фронтним јединицама "фиксним путем" како би се осигурало да комуникација остане могућа чак и ако је конвенционална телефонска мрежа оштећена или уништена. Други пример је то на аеродромима. Сва места за контролу ваздушног саобраћаја имају наменске линије повезане са полицијом, ватрогасном службом, болницама, војском итд. Ако се у случају нужде користе као предострожност, могу се користити у било којем тренутку. 

### Линије фиксних телефона у земљама у развоју
У многим земљама телефонска линија није била доступна већини људи. У неким земљама Африке пораст мобилних телефона надмашио је било какав пораст фиксних телефона. Између 1998. и 2008, Африка је додала само 2,4 милиона фиксних линија.  За то време, број мобилних телефонских линија на које сте претплаћени скочио је. Између 2000 и 2008, употреба мобилних телефона порасла је са мање од 2 на 100 људи на 33 од 100.

### Будућност фиксне мреже
У раном 21. веку, фиксни телефон је опао због унапређења технологије мобилне мреже и застарелости старе мреже бакарних жица. На крају ће се те металне мреже сматрати потпуно застарелим и заменити их ефикаснијим широкопојасним и оптичким фиксним линијама које се протежу на рурална подручја и места где је телекомуникација била много ријетка. Неки виде да се то дешава чим 2025. године. 
У 2004. години, само око 45% људи у Сједињеним Државама између 12 и 17 година поседовало је мобилне телефоне. У то време већина се морала ослањати на фиксне телефоне. Само 4 године касније, тај проценат се попео на око 71%. Исте године 2008, око 77% одраслих је поседовало мобилни телефон. У 2013. години 91% одраслих у Сједињеним Државама посједовало је мобилни телефон. Скоро 60% оних са мобилним телефоном имало је паметни телефон. Национална анкета о здравственом интервјуу од 19 956 домаћинстава коју су објавили Центри за контролу и превенцију болести објављена 4. маја 2017. показала је да само 45,9 посто америчких домаћинстава још увек има фиксне мреже, док 50,8 процената има само мобилне телефоне. Преко 39 процената их је имало обоје.
У Канади више од једног од пет домаћинстава користи мобилне телефоне као једини извор за телефонску услугу. У 2013. години, статистика је показала да 21% домаћинстава тврди да користи само мобилне телефоне.  Домаћинства која су у власништву чланова млађих од 35 година имају знатно већи проценат коришћења ексклузивних мобилних телефона. У 2013. години 60% младих домаћинстава тврдило је да користе само мобилне телефоне.
Многе заштите потрошача које регулатори примењују на постојеће фиксне провајдере, попут ограничења за искључење претплатника без претходне најаве, не односе се на конкурентне комуникацијске услуге попут кабловских модема и гласовног преноса путем ИП-а. 
Преносом IP услуга путем гласовних позива могу се налазити фиксни бројеви који су претходно били домаћин на традиционалним фиксним телефонским мрежама. VOIP услуге се могу користити било где где је интернетска веза доступна на многим уређајима, укључујући паметне телефоне, што даје велику флексибилност месту где се могу одговарати на позиве и на тај начин, на пример, олакшава рад на даљину, мобилне уређаје и кућне послове.